# روبن ويلسون (مؤلف)
روبن ويلسون (بالإنجليزية: Robin Wilson)‏ (19 سبتمبر 1928، كولومبوس في الولايات المتحدة - 2013)؛ روائي أمريكي.